# Łąkoć (województwo lubelskie)
Łąkoć (dawn. Ląkoć) – wieś w Polsce położona w województwie lubelskim, w powiecie puławskim, w gminie Kurów. Wieś ma powierzchnię 5,8 km².
W latach 1975–1998 miejscowość administracyjnie należała do ówczesnego województwa lubelskiego.
Wieś stanowi sołectwo gminy Kurów. Według Narodowego Spisu Powszechnego z roku 2011 wieś liczyła 207 mieszkańców.
3 listopada 1942 r. Niemcy rozstrzelali w Łąkoci 11 osób w odwecie za zranienie konia przez partyzantów z Gwardii Ludowej podczas potyczki z żandarmerią, która miała miejsce poprzedniego dnia w pobliżu wsi. 28 listopada 1942 żandarmeria niemiecka rozstrzelała 11 osób. 12 lub 14 czerwca 1944 r. Niemcy spalili wieś zabijając jednego z mieszkańców.
Z Łąkoci pochodził Stefan Rodak, komendant obwodu Puławy Okręgu Lublin Batalionów Chłopskich.
Wierni Kościoła rzymskokatolickiego należą do parafii Narodzenia Najświętszej Maryi Panny i św. Michała Archanioła w Kurowie.